# Maia Hirasawa

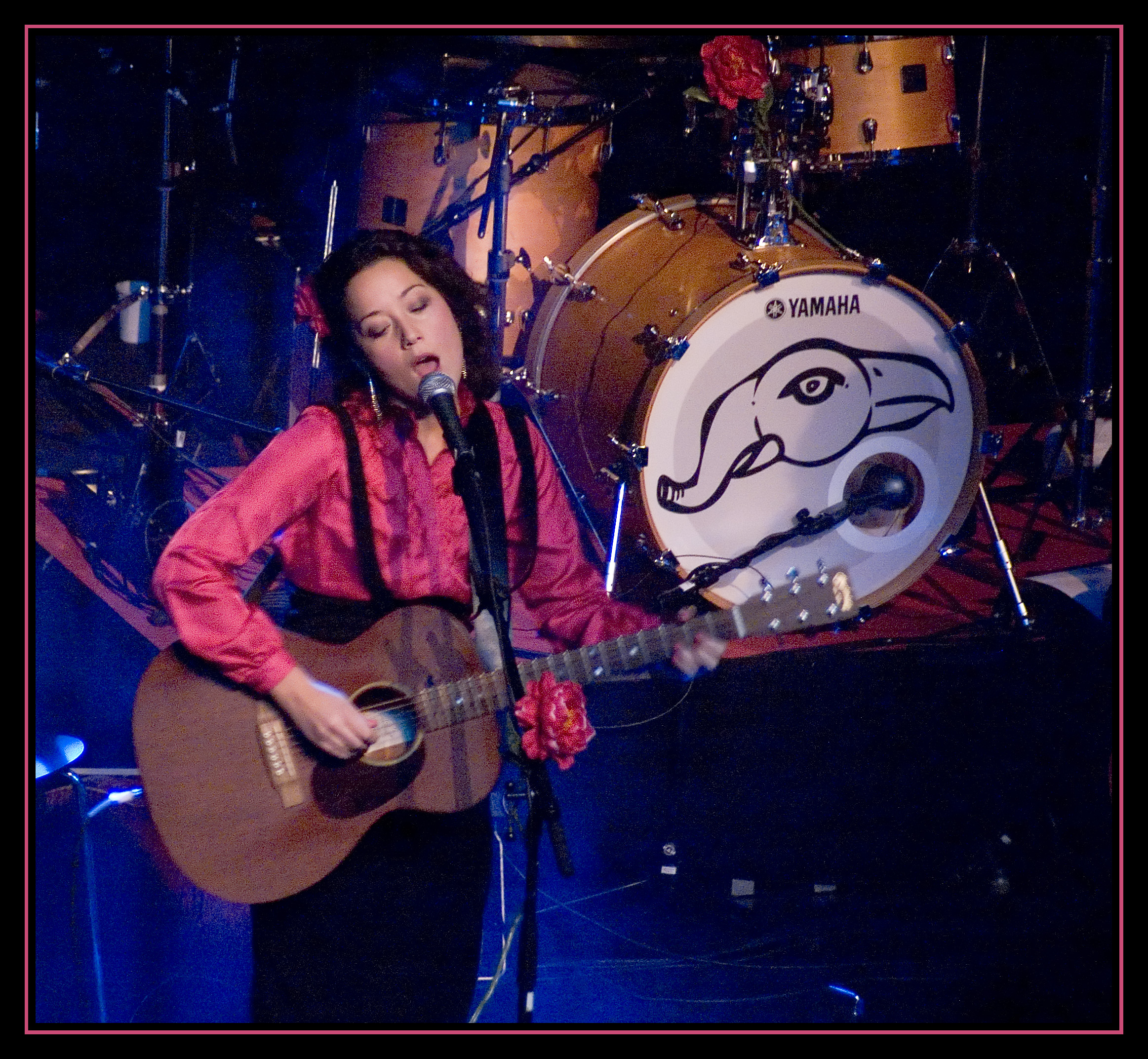
Maia Hirasawa, 2007 in Stockholm

Maia Hirasawa (* 5. Mai 1980 in Sollentuna) ist eine schwedisch-japanische Musikerin.

## Werdegang
Bekanntheit erlangte sie als Hintergrundsängerin in der Band Hello Saferide. Nachdem das in Eigenproduktion erschienene Lied And I Found This Boy 2007 des Öfteren im schwedischen Radio gespielt wurde, etablierte sie sich schnell auch als Solokünstlerin. Dieser Erfolg schuf die Grundlage für ihr erstes Album Though, I'm Just Me, gefolgt von der Singleauskoppelung Gothenburg. Im Sommer desselben Jahres tourte Hirasawa durch Schweden und spielte an diversen Musikfestivals, unter anderem dem Hultsfredfestival. Anfang 2008 wurde der Song You and me and everyone we know von T-Mobile Austria in einem Werbespot verwendet. Ihre dritte Single The Worrying Kind kam 2008 auf den Markt.

## Diskografie

### Alben
| Jahr | Titel               | Höchstplatzierung, Gesamtwochen, AuszeichnungChartsChartplatzierungen (Jahr, Titel, Platzierungen, Wochen, Auszeichnungen, Anmerkungen) | Anmerkungen |
| Jahr | Titel               | SE | Anmerkungen |
| ---- | ------------------- | --- | ----------- |
| 2007 | Though, I’m Just Me | SE9 (42 Wo.)SE |             |
| 2009 | Gbgvssthlm          | SE12 (8 Wo.)SE |             |
| 2013 | What I Saw          | SE9 (2 Wo.)SE |             |

Weitere Alben
- 2016: Vacker och ful

### Singles
| Jahr | Titel Album                              | Höchstplatzierung, Gesamtwochen, AuszeichnungChartsChartplatzierungen (Jahr, Titel, Album, Platzierungen, Wochen, Auszeichnungen, Anmerkungen) | Anmerkungen |
| Jahr | Titel Album                              | SE | Anmerkungen |
| ---- | ---------------------------------------- | --- | ----------- |
| 2008 | And I Found This Boy Though, I’m Just Me | SE56 (2 Wo.)SE |             |
| 2008 | The Worrying Kind Though, I’m Just Me    | SE9 (19 Wo.)SE |             |

Weitere Singles
- 2007: Gothenburg